# Doctor Who and the Silurians
Doctor Who and the Silurians (literalment en català, "Doctor Who i els Silurians") és el segon serial de la setena temporada de la sèrie britànica de ciència-ficció Doctor Who, emès originalment en set episodis setmanals entre el 31 de gener al 14 de març de 1970. És la primera aparició de la raça recurrent dels Silurians. El títol a vegades s'escurça en The Silurians.

## Argument
Un edifici d'investigació d'energia nuclear construït en una xarxa de cavernes de Wenley Moor està experimentant misterioses baixades de tensió i un alt índex de col·lapses mentals. Demanen a UNIT que investigui, i el tercer Doctor i Liz Shaw es troben amb el Brigadier Lethbridge-Stewart a la planta. Mentre exploren les cavernes, un dels treballadors del centre és assassinat, amb ferides que semblen marques de grans urpes i, el seu company que s'ha quedat molt traumatitzat, l'únic que pot fer és dibuixar criatures reptilianes a les parets de la caverna. Lawrence, el Director, no s'agafa gaire bé la presència d'UNIT perquè pensa que interferirà amb el treball de la planta que està intentant un nou procés per transformar energia nuclear en energia elèctrica. En un cantó, el Dr. Quinn, director suplent, discuteix amb la Sra. Dawson, la seva assistent, quan ella protesta que haurien d'evitar que "ells" s'emportessin l'energia. El Sr. Baker, el cap de seguretat, pensa que hi ha un sabotejador en el centre i el Doctor descobreix que algú ha estat manipulant els registres d'operacions del reactor nuclear. Quan el Doctor s'obre pas per les cavernes, per poc és atacat per una criatura similar a un dinosaure abans que un xiulet faci que s'allunyi.

## Recepció
| Episodi     | Dia d'emissió        | Durada | Espectadors (en milions) |
| ----------- | -------------------- | ------ | ------------------------ |
| "Episodi 1" | 31 de gener de 1970  | 24:15  | 8,8                      |
| "Episodi 2" | 7 de febrer de 1970  | 23:08  | 7,3                      |
| "Episodi 3" | 14 de febrer de 1970 | 23:16  | 7,5                      |
| "Episodi 4" | 21 de febrer de 1970 | 25:00  | 8,2                      |
| "Episodi 5" | 28 de febrer de 1970 | 23:58  | 7,5                      |
| "Episodi 6" | 7 de març de 1970    | 24:15  | 7,2                      |
| "Episodi 7" | 14 de març de 1970   | 22:55  | 7,5                      |